# Manfred Seifert (Ethnologe)
Manfred Seifert (* 19. Dezember 1961 in Rosenheim) ist ein deutscher Kulturwissenschaftler und Universitätsprofessor.

## Studium und Beruf
Seifert studierte nach Abitur und Handwerksausbildung zum Kachelofen- und Luftheizungsbauer (Gesellenprüfung mit Auszeichnung) Volkskunde, Bayerische Landesgeschichte bzw. Geschichte und Psychologie in Passau, Wien und Tübingen und schloss 1989 mit dem Magister Artium (Hauptfach Volkskunde) ab. 1994 folgte die Promotion mit einer Dissertation über die Kulturarbeit im Reichsarbeitsdienst sowie nach einem Habilitationsstipendium der Deutschen Forschungsgemeinschaft im Jahr 2002 die Habilitation mit der Schrift Technische Innovation und kulturelle Bewertung. Zum Wandel des Wohnverhaltens und der Wohnwünsche am Beispiel Wohnraumheizung.
Von 1989 bis 1994 war Manfred Seifert Wissenschaftlicher Mitarbeiter am Lehrstuhl für Volkskunde bei Walter Hartinger in Passau, von 1994 bis 2000 war er dort Wissenschaftlicher Assistent sowie von 2002 bis 2006 Oberassistent.
Von Ende 2006 bis Herbst 2013 wechselte Manfred Seifert als Leiter des Bereichs Volkskunde an das Institut für Sächsische Geschichte und Volkskunde e.V. in Dresden. Er nahm in jener Zeit Lehraufträge an den Universitäten Dresden, Leipzig, Chemnitz und Passau wahr. Von dort wurde er im Jahr 2013 auf die W2-Professur am Institut für Europäische Ethnologie/Kulturwissenschaft der Philipps-Universität Marburg berufen, wo er sich neben seiner Lehr- und Forschungstätigkeit auch in der akademischen Selbstverwaltung engagierte und 2019–2021 das Amt des Dekans im Fachbereich 03 Gesellschaftswissenschaften und Philosophie bekleidete.
Manfred Seiferts Forschungsschwerpunkte liegen in der Erforschung von Arbeitskulturen, Raum und Landschaft, Wertewandel sowie Heimat und Identität.

## Mitgliedschaften und Ehrenämter
Er ist bzw. war Mitglied in wissenschaftlichen Beiräten verschiedener Institutionen bzw. Einrichtungen:
- Nationales Expertengremium Immaterielles Kulturerbe der Deutschen UNESCO-Kommission (2010–2022).
- Germanisches Nationalmuseum Nürnberg (seit 2018).
- Salzburg-Museum, Tobi-Reiser-Archiv (seit 2009).

Außerdem bekleidet bzw. bekleidete Manfred Seifert folgende Ämter:
- Mitglied und Vorsitzender der Jury des Salzburger Volkskulturpreises (seit 2009).
- Mitglied der Deutschen Gesellschaft für Empirische Kulturwissenschaft (vormals Deutsche Gesellschaft für Volkskunde; seit 1986). Darin:
  - Mitglied der DEKW-Kommissionen Europäisierung/Globalisierung (1998–2002), zur Erforschung musikalischer Volkskulturen (seit 1992) und Arbeitskulturen (seit 2002).
  - Mitglied des Herausgebergremiums der Fachzeitschrift Zeitschrift für Empirische Kulturwissenschaft (vormals Zeitschrift für Volkskunde), darin Redakteur der Abteilung Nachrufe und Berichte (seit 2010).

## Schriften (Auswahl)
- Kulturarbeit im Reichsarbeitsdienst. Theorie und Praxis nationalsozialistischer Kulturpflege im Kontext historisch-politischer, organisatorischer und ideologischer Einflüsse. Waxmann Verlag, Münster/New York 1996, ISBN 978-3-8309-5408-8.
- zus. mit Irene Götz und Birgit Huber (Hrsg.): Flexible Biografien? Horizonte und Brüche im Arbeitsleben der Gegenwart. Campus Verlag, Frankfurt/New York 2007, ISBN 978-3-593-38486-3.
- (Hrsg.): Zwischen Emotion und Kalkül. Heimat als Argument im Prozess der Moderne. Leipziger Universitätsverlag, Leipzig 2010, ISBN 978-3-86583-508-6.
- Technik-Kultur. Das Beispiel Wohnraumheizung, Thelem-Verlag, Dresden 2012, ISBN 978-3-942411-67-7.
- (Hrsg.): Die mentale Seite der Ökonomie. Gefühl und Empathie im Arbeitsleben. Thelem-Verlag, Dresden 2014, ISBN 978-3-942411-94-3.
- zus. mit Peter Hinrichs und Martina Röthl (Hrsg.): Theoretische Reflexionen. Perspektiven der Europäischen Ethnologie. Reimer-Verlag, Berlin 2021, ISBN 978-3-496-01667-0.